# Großsteingrab Elte
Das Großsteingrab Elte war eine megalithische Grabanlage der jungsteinzeitlichen Trichterbecherkultur bei Elte, einem Ortsteil von Rheine im Kreis Steinfurt (Nordrhein-Westfalen). Es wurde während des Zweiten Weltkriegs bei Erdarbeiten entdeckt und zerstört. Das Grab befand sich auf der Feldmark bei Elte. Über Maße, Orientierung und den genauen Grabtyp liegen keine Angaben vor.